# Judith A. Ramaley
Judith A. Ramaley (nascuda el 1941) és una biòloga i administradora acadèmica estatunidenca que ha estat presidenta de diversos col·legis i universitats. Fou presidenta de la Universitat Estatal de Winona desde 2005 fins a 2012.
Ramaley va obtenir una llicenciatura del Swarthmore College el 1963, un Ph.D. de la Universitat de Califòrnia, Los Angeles el 1966, i va fer estudis postdoctorals a la Universitat de Indiana. Ramaley va començar la seva carrera a la Universitat de Nebraska, on va ocupar el càrrec de vicepresidenta adjunta d'assumptes acadèmics.
Al 1982, Ramaley es va convertir en la directora acadèmica de la Universitat Estatal de Nova York a Albany, i també es va exercir com a vicepresidenta executiva d'assumptes acadèmics. Ramaley va ser vicecancillera executiva a la Universitat de Kansas des de 1987 fins 1990 abans d'ingressar com a presidenta interina a Albany. Després que Albany va trobar un president permanent, Ramaley se'n va anar per convertir-se en la presidenta de la Universitat Estatal de Pòrtland i més tard a la Universitat de Vermont. Va renunciar a la presidència de la Universitat de Vermont després de menys de quatre anys, en acabat un escàndol de patentes que va involucrar l'equip d'hoquei i una campanya sindical per part de la facultat.
Més tard es va convertir en sotsdirectora de la Direcció d'Educació i Recursos Humans (EHR), a la National Science Foundation. El 18 de juliol de 2005, va començar el seu servei com la 14ena presidenta de la Universitat Estatal de Winona a Winona (Minnesota). Després de la seva renúncia a la presidència de l'estat de Winona, es va convertir en una distingida professora de servei públic a la Universitat Estatal de Pòrtland.